# Moonlight popolare
Moonlight popolare è un singolo del cantautore italiano Mahmood e del rapper italiano Massimo Pericolo pubblicato il 15 maggio 2020.

## Video musicale
Il video, diretto da Martina Pastori, è stato pubblicato il 22 maggio 2020 attraverso il canale YouTube di Mahmood.

## Tracce
Testi di Alessandro Mahmoud e Alessandro Vanetti, musiche di Francesco Barbaglia.
1. Moonlight popolare – 3:36

## Classifiche
| Classifica (2020) | Posizione massima |
| ----------------- | ----------------- |
| Italia            | 3                 |